# Ålgårdbanen
Ålgårdbanen is een spoorlijn tussen Ganddal en Ålgård in de provincie Rogaland in het zuiden van Noorwegen.  De lijn werd geopend in 1924 en sluit bij Ganddal aan op Jærbanen, de spoorlijn tussen Stavanger en Egersund. De lijn werd in 1955 gesloten voor personenvervoer en in 1988 voor goederenvervoer. Er zijn plannen om de lijn, die vrijwel in zijn geheel nog aanwezig is, weer open te stellen voor personenvervoer. De lijn is nog steeds in beheer bij Bane NOR.
In de eerste plannen was Ålgårdbanen gedacht als deel van de verbinding tussen Oslo en Stavanger. De spoorlijn zou dan het tracé volgen van de huidige E39 richting Kristiansand. Uiteindelijk werd echter gekozen voor het verlengen van Jærbanen.

Ålgårdbanen en Jærbanen

## Externe link

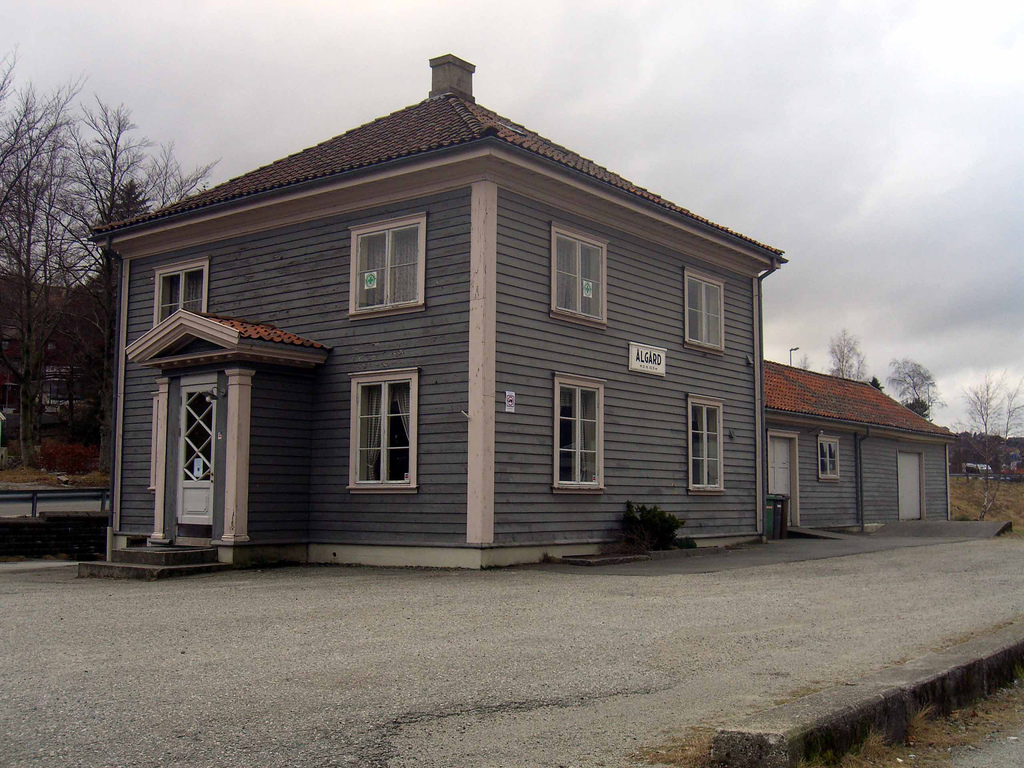
Het stationsgebouw in Ålgård